# Anne Evans
Dame Anne Evans, DBE (Londen, 20 augustus 1941) is een internationaal succesvol Brits sopraan van Welshe afkomst.

## Opleiding
Dame Anne studeerde aan het Royal College of Music (bij onder andere Margaret Cable) en aan het Conservatoire de musique de Genève. Daar werd ze aangenomen zonder dat ze enige formele training had als zangeres. Tijdens haar auditie in Genève zong ze Carmen. Ze begon haar studie aan het Royal College als mezzosopraan, maar een van haar leraren herkende haar potentie als sopraan.

## Carrière
Anne Evans maakte haar debuut in 1967 als gravin Ceprano in La traviata in Genève en kreeg in 1968 voor het eerst de hoofdrol als Fiordiligi in Così fan tutte bij wat toen Sadler's Wells heette en nu bekendstaat als de English National Opera met algehele instemming.
In het begin van haar carrière zong ze veel hoofdrollen als sopraan, in opera's van Puccini en Mozart, zoals Tosca en gravin Almaviva in Le nozze di Figaro. Tegen het eind van de jaren zestig begon ze aan de lichtere rollen van Wagner, zoals Elsa in Lohengrin en Senta in De Vliegende Hollander; deze rollen werden haar handelsmerk.
Het was echter de rol van Brünnhilde in Die Walküre van Richard Wagner die haar internationale beroemdheid bezorgde, in het bijzonder van 1989 tot 1992 in Wagners tempel in Bayreuth, een prestatie die ook op cd en video (die inmiddels is overgezet naar dvd) is vastgelegd, en die gedirigeerd werd door Daniel Barenboim. Voor deze uitvoering kreeg ze een Olivier Award.
Ook speelde ze de rol van Isolde in Tristan en Isolde, een rol die vaak wordt beschouwd als haar beste prestatie.
Anne Evans werd in 2000 onderscheiden met de benoeming tot Dame Commandeur in de Orde van het Britse Rijk.
Sinds 2003 treedt ze niet meer op, om zich te kunnen wijden aan het geven van masterclasses en het coachen van Britse zangers en zangeressen in de techniek die nodig is voor het uitvoeren en zingen van rollen in opera's van Wagner.
In 2005 had ze zitting in de jury van de BBC Cardiff Singer of the World Competition. Ze zong daar nog eenmaal gedeelten uit haar beroemde rollen in opera's van Wagner.